# Stubičke Toplice
Stubičke Toplice so naselje na Hrvaškem, ki je središče občine Stubičke Toplice Krapinsko-zagorske županije.
Naselje Stubiške Toplice leži na nadmorski višini okoli 162 mnm ob severnih obronkih 1035 m visoke Medvednice. Kraj v katerem stalno živi 1.788 prebivalcev (popis 2001) ima zmerno kontinentalno podnebje. Od Zagreba je oddaljen okoli 40 km.

## Demografija
| Pregled števila prebivalcev po letih | Pregled števila prebivalcev po letih | Pregled števila prebivalcev po letih | Pregled števila prebivalcev po letih | Pregled števila prebivalcev po letih | Pregled števila prebivalcev po letih | Pregled števila prebivalcev po letih | Pregled števila prebivalcev po letih | Pregled števila prebivalcev po letih | Pregled števila prebivalcev po letih | Pregled števila prebivalcev po letih | Pregled števila prebivalcev po letih | Pregled števila prebivalcev po letih | Pregled števila prebivalcev po letih | Pregled števila prebivalcev po letih |
| ------------------------------------ | ------------------------------------ | ------------------------------------ | ------------------------------------ | ------------------------------------ | ------------------------------------ | ------------------------------------ | ------------------------------------ | ------------------------------------ | ------------------------------------ | ------------------------------------ | ------------------------------------ | ------------------------------------ | ------------------------------------ | ------------------------------------ |
| 1857                                 | 1869                                 | 1880                                 | 1890                                 | 1900                                 | 1910                                 | 1921                                 | 1931                                 | 1948                                 | 1953                                 | 1961                                 | 1971                                 | 1981                                 | 1991                                 | 2001                                 |
| 289                                  | 343                                  | 365                                  | 396                                  | 524                                  | 538                                  | 550                                  | 573                                  | 639                                  | 784                                  | 787                                  | 1008                                 | 1281                                 | 1577                                 | 1788                                 |